# Яворский, Фёдор Михайлович
Фёдор Михайлович Яворский (1780—1828) — русский врач-хирург, изобретатель, доктор медицины; статский советник.

## Биография
Фёдор Яворский родился в 1780 году; из дворян. С 1804 года он состоял помощником прозектора анатомии в Императорской Петербургской медико-хирургической академии. 
В 1806 году Ф. М. Яворский был назначен кандидатом хирурга II отделения при Главном морском госпитале в Санкт-Петербурге, в 1807 году — лекарем и прозектором анатомии в ИМХА, а в 1808 году стал оператором того же морского госпиталя. 
За свои анатомические препараты Фёдор Михайлович Яворский был награжден в 1809 году перстнем, а в 1810 году — золотой табакеркой. В том же 1810 году Яворский был командирован осмотреть девять госпиталей и, по постановлению совета Петербургской медико-хирургической академии, получил звание медика-хирурга. 
С 1813 по 1821 год Яворский был главным лекарем и оператором морского госпиталя в Петербурге. Он первый в России произвел успешную операцию подколенной аневризмы, хотя многие врачи в то время сомневались в благополучном исходе такой операции, так как считали, что перевязывание подколенной артерии (arteria poplitea) и даже бедренной при подколенной аневризме препятствует правильному кровообращению и ведет к воспалению или омертвению всей ноги. 
В 1821 году Яворский был назначен главным доктором Кавказских минеральных вод, с причислением к физикату. Утвержденный в следующем году, без экзамена, доктором медицины и хирургии, Яворский в 1824 году был назначен старшим штаб-лекарем Петербургской полиции и членом физиката, а в 1827 году состоял штат-физиком, и в этой должности состоял до самой смерти.
Фёдор Михайлович Яворский умер 9 апреля 1828 года. 
Яворскому принадлежит изобретение аппарата для вправления вывихнутого плеча, аппарата, мало кому известного, между тем весьма эффективного для того времени. Этот аппарат сохранился в коллекции академика ИАХ И. В. Буяльского и был пожертвован им в Хирургический музей академии. 
По инициативе Яворского были созданы в 1815 году в столице на Петербургской стороне, заведения для спасения утопающих.
Деятельность Ф. М. Яворского была отмечена орденами Святой Анны 2 степени с алмазами и Святого Владимира 4 степени.